# Шофур (Горња Марна)
Шофур (фр. Chauffourt) насеље је и општина у североисточној Француској у региону Шампањ-Арден, у департману Горња Марна која припада префектури Лангр.
По подацима из 2011. године у општини је живело 211 становника, а густина насељености је износила 21,91 становника/km². Општина се простире на површини од 9,63 km². Налази се на средњој надморској висини од 392 метара.

## Демографија
| 1962. | 1968. | 1975. | 1982. | 1990. | 1999. | 2011. |
| ----- | ----- | ----- | ----- | ----- | ----- | ----- |
| 248   | 248   | 223   | 234   | 229   | 205   | 211   |

График промене броја становника у току последњих година